# MGP Nordic 2008
El IV MGP Nordic 2008 fue celebrado el 29 de noviembre de 2008 en el Musikhuset Aarhus en Århus, Dinamarca. En esta edición participaron Dinamarca, Suecia, Noruega y Finlandia. Cada país envió dos canciones que participaron en la primera ronda final, donde luego fueron escogidas cuatro (una por cada país pariticipante) para participar en la segunda ronda o Súperfinal y elegir al ganador. Los ganadores de esta edición fueron el grupo noruego The BlackSheeps, con la canción "Oro jaska, beana".

## Resultados

### Final
Cada país escandinavo es representado por dos canciones. La canción que obtenga más votos de (una por cada país participante) pasará a la Súperfinal.
| No | País      | Idioma          | Artista(s)        | Canción                  | Traducción                     | Resultado   |
| -- | --------- | --------------- | ----------------- | ------------------------ | ------------------------------ | ----------- |
| 01 | Dinamarca | Danés           | The Johanssons    | En for alle, alle for en | Uno para todos, todos para uno | Clasificada |
| 02 | Noruega   | Noruego         | The Battery       | Tenke nå                 | Piensa ya                      | Eliminada   |
| 03 | Suecia    | Sueco           | Linn              | En sång från hjärtat     | Una canción del corazón        | Eliminada   |
| 04 | Finlandia | Sueco           | Footboys          | Fotboll                  | Fútbol                         | Clasificada |
| 05 | Dinamarca | Danés           | Sandra Monique    | Hola chica               |                                | Eliminada   |
| 06 | Noruega   | Noruego y Lapón | Martin & Johannes | Oro jaska, beana         | Calla, perro                   | Clasificada |
| 07 | Suecia    | Sueco           | Jonna             | Kommer jag våga          | Me atreveré                    | Clasificada |
| 08 | Finlandia | Sueco           | Big Bang!         | Här är vi                | Aquí estamos                   | Eliminada   |

### Súperfinal
Las canciones clasificadas volvían a la competencia en la cual el público votaba nuevamente. Cada canción recibiría puntos dependiendo del porcentaje de votaciones que había recibido de cada país participante. Noruega ganó el festival con 164 puntos, con 73 puntos por sobre Dinamarca.
| No | País      | Idioma          | Artista(s)      | Canción                  | Posición | Pts |
| -- | --------- | --------------- | --------------- | ------------------------ | -------- | --- |
| 01 | Dinamarca | Danés           | The Johanssons  | En for alle, alle for en | 2.o      | 90  |
| 02 | Finlandia | Sueco           | Footboys        | Fotboll                  | 4.o      | 70  |
| 03 | Noruega   | Noruego y Lapón | The BlackSheeps | Oro jaska, beana         | 1.o      | 164 |
| 04 | Suecia    | Sueco           | Jonna           | Kommer jag våga          | 3.o      | 76  |

| Predecesor: Oslo 2007 | Melodi Grand Prix Nordic 2008 | Sucesor: Estocolmo 2009 |